# Arquivo Artemis Fowl
Arquivo Artemis Fowl é um livro escrito pelo autor irlandês Eoin Colfer que trata sobre o mundo mágico de Artemis Fowl, apesar de não fazer parte da série de livros principal. Os livros da série têm edições em 40 países. Venderam mais de 100 mil exemplares no Brasil e 21 milhões de exemplares pelo mundo.

## Filme
O enredo do livro foi adaptado como roteiro do filme de mesmo nome, produzido pela Walt Disney Pictures e TriBeCa Productions e dirigido pelo diretor cinematográfico Kenneth Branagh. O lançamento está programado para o ano de 2019.